# Jandira
Jandira – miasto i gmina w Brazylii, w stanie São Paulo. Znajduje się w mezoregionie Metropolitana de São Paulo i mikroregionie Osasco.